# François Zalacain
 (juin 2014).
François Zalacain est un producteur français né le 11 février 1938. Il est le fondateur du label Sunnyside Records. Sunnyside Records a pris la première place dans le "Downbeat Critics Poll" l ,

## Récompenses
- Prix in honorem de l'Académie Charles-Cros[3],[4]